# La Cogulla (Margalef)
La Cogulla és una muntanya de 1.062 metres que es troba entre els municipis de Margalef i de la Morera de Montsant, a la comarca catalana del Priorat.
Al cim podem trobar-hi un vèrtex geodèsic (referència 256131001).
Aquest cim està inclòs al llistat dels 100 cims de la FEEC.  